# Тринидад и Тобаго на Сурдлимпийских играх
Тринидад и Тобаго участвует в летних Сурдлимпийских играх с Игр 2013 года (не участвовали в Играх 2017, 2022 годов), в зимних Сурдлимпийских играх до настоящего времени не участвовали. По состоянию на настоящее время, медалей на Играх ещё не выигрывали.